# لمسوکلا غربی
لمسوکلا غربی ، روستایی است از توابع بخش بندپی غربی شهرستان بابل در استان مازندران ایران.

## جمعیت
این روستا در خوش‌رود قرار داشته و براساس آخرین سرشماری مرکز آمار ایران که در سال ۱۳۸۵ صورت گرفته، جمعیت آن ۵۷۰نفر (۱۴۶خانوار) بوده‌است.